# Dubinský potok (přítok Lučinského potoka)
Dubinský potok je menší vodní tok ve Slavkovském lese, levostranný přítok Lučinského potoka v okrese Karlovy Vary v Karlovarském kraji. Délka toku měří 6,85 km, plocha povodí činí 12,3 km².

## Průběh toku
Potok pramení v nadmořské výšce 640 metrů u východního okraje Slavkovského lesa při hranici s Doupovskými horami. Pramen se nachází asi 800 metrů severně od Žalmanova, části obce Stružná. Od pramene teče potok západním směrem, ve svahu kopce Andělská hora se stejnojmennou zříceninou hradu se směr toku otáčí k severu. Protéká zaniklou osadou Stichlův Mlýn kolem obnovené kaple Panny Marie.
Přibírá několik nepojmenovaných potoků a dospěje do kaňonu zvaného Beraní dvůr, zařízlého do masivních čedičových hornin. V přibližně sto metrů dlouhé, místy jen deset metrů široké soutěsce o hloubce až patnáct metrů přitéká k jižnímu okraji Dubiny, místní částí obce Šemnice. Zde, necelých 800 metrů od břehu řeky Ohře, se zleva vlévá do Lučinského potoka.